# 팬택 베가 아이언
팬택 베가 아이언(VEGA Iron, IM-A870S/K/L)은 팬택이 2013년 4월 26일에 출시한 구글 안드로이드 OS 스마트폰이다. 팬택은 베가 아이언을 베가 넘버 6와 함께 투트랙 전략을 선보여, 경쟁사의 프리미엄 스마트폰에 대항하였다.
안드로이드 4.1.2 젤리빈을 탑재했으며, 세계 최초 Endless Metal 공법으로 제작되었다. 또한 HD 화질의 In-cell 디스플레이, 기가 Wi-Fi ac, 퀄컴 스냅드래곤 600 - 1.7Ghz 쿼드코어를 탑재하고 기본 내장메모리는 32GB이다.(실제로 사용 가능한 용량은 25.2GB)

## 기타 업그레이드

### 베가 기프트 팩 업그레이드
2014년 2월 6일 A870S/K/L 모델의 기프트팩이 적용되었다. 안심귀가 서비스, Appsplay 폰트, 아이콘팩, 미디어 커버 등이 지원되었다.

## 소개

### 행사
베가 아이언 발매 직후 팬택은 메탈 부분에 레이저로 자신만의 시그니처를 새기는 행사가 진행됐었다. 이후, 베가 아이언2 발매 직후 이같은 행사가 열렸다.

### 외형
베가 아이언은 제로베젤 기술을 사용해 디스플레이와 기기 베젤 사이의 폭을 줄였다. 디스플레이와 기기 베젤 사이의 폭은 약 2.4mm(편측)으로 출시 당시 세계 최고 수준이었다. 

옆면은 메탈 테두리가 거의 대부분을 차지하며, 각종 버튼과 커넥터가 함께 배치되어 있는 모습이다. 왼쪽 면에는 볼륨 조절이 가능한 버튼이 있으며, 오른쪽 면에는 전원을 켜고 끄거나 화면 잠금을 설정 / 해제할 수 있는 버튼과 배터리 덮개를 열 때 사용되는 홈이 있다.
윗면에는 3.5파이 규격의 각종 이어폰을 연결할 수 있는 3.5파이 이어폰 커넥터가 있으며, 아랫면에는 배터리를 충전하고 PC와 연결해 데이터를 교환할 수 있는 커넥터와 통화 시 사용자의 목소리를 전해주는 마이크가 있다.
뒷면 상단에 상단에 FULL HD 동영상과 고화질 사진을 촬영할 수 있는 1300만 화소 카메라, 어두운 곳에서 촬영을 도와주는 플래시, 벨소리와 멀티미디어 컨텐츠의 소리를 전해주는 스피커가 일렬로 배치되어 있다. 배터리 덮개를 열면 스피커와 길쭉한 모양의 2150mAh 셀 타입 배터리를 볼 수 있으며, 배터리 옆으로 마이크로 SD 카드 슬롯과 마이크로 유심 카드 슬롯을 볼 수 있다.

### 디스플레이
LCD 위의 막을 한 단계 줄여 빛 투과율을 94%까지 끌어올린 5인치 하이 브라이트 인셀 LCD를 사용해 기존 LCD 디스플레이보다 색감과 시인성, 시야각을 획기적으로 향상시켰다.
베가 아이언의 터치패널은 Synaptics, Inc. 의 ClearPad™ Series 4 (synaptics/rmi4/ e068) 모델을 사용하였다.

### 배터리
2013년 1월~4월에 출시되는 5인치대 스마트폰이 보통 2600~3140mAh 정도의 배터리를 제공하고 있는 것과 비교해서 베가 아이언의 배터리 용량은 2150mAh 로 다소 적은 편이다. 제품과 함께 동봉된 충전기를 사용시 1시간 27분 만에 완전히 충전할 수 있다.

### UX
베가 아이언은 사람의 말을 알아들어 목소리만으로 다양한 기능을 실행할 수 있는 음성 인식 기능을 지원하며, 사용자의 시선을 인식해 화면 켜짐 유지, 화면 방향 유지, 동영상 일시 정지, 화면 스크롤도 가능하다. 또한, 베가 아이언을 분실했을 때 잠금 및 해제와 데이터 초기화를 할 수 있는 V 프로텍션을 사용할 수 있으며, 사진 촬영 시 환경을 자동 인식해 최상의 결과물을 얻을 수 있게 도와주는 인텔리전트 모드도 갖추었다.

### 엔드리스 메탈
SUS304를 단조 및 열처리 후 NC가공으로 하나의 스테인리스강을 깎아서 만들어진 엔드리스 메탈 테두리가 옆면을 감싸는 제품으로 지금까지 메탈감만 나는 플라스틱 증착 제품과는 달리 단단함과 안정감을 갖게 해준다. 디자인적인 우수성은 물론 소재 자체의 강도가 높아 충격이나 상처에도 강하다.

### 쥬얼리 라이팅
베가 아이언의 메탈 테두리 중 오른쪽 상단을 보면 빈 공간이 있는 것을 확인할 수 있다. 언뜻 보기에 액세서리를 연결하는 구멍으로 보이지만 자세히 살펴보면 해당 부분이 막혀 있는 것을 알 수 있다. 이 곳은 양방향 '쥬얼리 라이팅'으로 앞에서는 물론 베가 아이언을 뒤집어 놓은 상황에서도 제품의 상태를 알려준다. 전화, 메시지, SNS, 배터리 상태 등이 7가지 불빛(빨강, 노랑, 초록, 파랑 등)으로 표시된다.
앞면 상단에는 주변의 광량을 체크해 화면의 밝기를 조절해주는 조도 센서와 사람의 얼굴이 가까이 오는 것을 감지해 통화 시 화면을 자동으로 꺼주는 근접 센서가 함께 배치되어 있으며, 통화 시 상대방의 목소리를 전해주는 스피커가 중앙에 있다. 스피커 옆에는 210만 화소 카메라가 있어 고화질의 사진과 FULL HD 해상도의 동영상 촬영이 가능하다. 앞면 중앙에는 1280 x 720 해상도의 터치스크린이 있으며, 메뉴 / 홈 / 이전 버튼은 디스플레이에 함께 표시된다.

## 특수 기능

### 사용자 친화적 편의 기능

#### 시선 인식 기능
사용자의 시선을 인식해 화면을 터치하지 않고 사용자의 반응 따라 작동한다.

- 동영상 일시 정지 : 시선이 화면을 벗어나면, 자동으로 일시 정지
- 화면 방향 유지 : 화면을 주시하는 동안 몸을 움직여도 화면의 방향 유지
- 화면 스크롤 : 인터넷 사용시 눈의 상하 이동에 따라 화면 스크롤링

#### 모션 인식 기능
사용자의 손짓을 인식한다. 

옆으로 쓸어넘기는 등의 동작으로 다음 사진을 보거나 다음 음악을 듣는 등의 다양한 기능을 다양한 동작으로 수행할 수 있다.

#### 웨더 알람
알람과 함께 해당 지역의 날씨를 실시간으로 제공한다.

### 카메라 관련 기능

#### 인텔리전트 카메라
촬영 환경을 자동으로 인식하여 최적의 모드를 찾아 사진을 촬영한다.

### 사용자 인터페이스 관련 기능

#### 플렉서블 하단 바
기기 컨트롤을 위한 하단 바를 다양한 형태로 설정할 수 있다.

- 펼침 하단 바 : 하단에 링을 눌러 컨트롤 하단 바를 표시함, 하단에서 좌우로 이동가능
- 이동 하단 바 : 화면 내 아무 위치로 하단 바 이동 가능
- 슬림 하단 바 : 소프트키의 두께를 얇게 줄이는 기능이다.

#### 스마트 보이스
데이터 통신 없이 음성으로 스마트폰을 제어할 수 있다.

- 본 기능은 안드로이드 4.4.2 킷캣에서 삭제된 기능이다.
- 지원기능 : 전화부 검색, 전화/메시지 발신, 인터넷 검색, 캘린더, 이메일, 노트, 알람, 지도 날씨, 음악재생, 앱 실행, SNS업데이트

예:홈으로, 이전곡, 다음곡 등...

#### 캔버스 톡
상대방 휴대전화와 연결하여 서로 그림을 그리거나 노트를 공유할 수 있다.
안드로이드 4.4.2 업데이트에서 제거되었다.

#### 텍스트 액션
텍스트를 입력하여 음악을 재생하거나 간단한 검색을 할 수 있다.

#### CloudLive
사진,동영상,문서 및 개인설정을 자동으로 백업하거나 동기화 할 수 있다.
안드로이드 4.4.2 업데이트에서 제거되었다.

#### 심플 모드
기본 홈 화면 대신 간단한 홈 화면 모드를 사용할 수 있다.

#### 캠 노트
촬영된 사진을 바탕으로 그림을 그리거나 메모할 수 있다.

#### 미니 윈도우
메뉴 버튼을 길게 눌러 인터넷, 메모, 음악, 계산기, 사전, 비디오 등의 기본 앱들을 창으로 띄워 동시에 쓸 수 있다. (인터넷, 캘린더는 4.4.2 킷캣 업그레이드 이후부터 사용 가능)

## 특수 악세사리

### 베가 정품 플립커버
베가 아이언 전용 베가 정품 플립커버가있다. 색상은 실버색상과 블랙색상을 제공한다.